# Spišské Hanušovce
Spišské Hanušovce és un poble i municipi d'Eslovàquia. Es troba a la regió de Prešov, al nord del país.

## Història
La primera referència escrita de la vila data del 1278.

## Demografia
| Godina             | 1994 | 2004   | 2014    | 2024   |
| ------------------ | ---- | ------ | ------- | ------ |
| Nombre de persones | 669  | 651    | 757     | 781    |
| Diferència         |      | −2,69% | +16,28% | +3,17% |

| Godina             | 2023 | 2024   |
| ------------------ | ---- | ------ |
| Nombre de persones | 770  | 781    |
| Diferència         |      | +1,42% |